# Naoko Hashimoto
Naoko Hashimoto (jap. 橋本 直子, Hashimoto Naoko; * 11. Juli 1984 in Okayama, Präfektur Okayama) ist eine japanische Volleyballnationalspielerin.

## Karriere
Hashimoto begann ihre Karriere an der privaten Shūjitsu-Mädchenoberschule in Okayama. Von 2003 bis 2009 spielte sie bei Hisamitsu Springs in Kōbe. Mit dem Verein wurde die Zuspielerin 2007 japanische Meisterin und belegte 2006 und 2009 jeweils den zweiten Platz in der nationalen Liga. 2009 wechselte sie zu Engelholms VS. Mit dem schwedischen Erstligisten gewann sie 2010 und 2011 die nordeuropäische NEVZA-Meisterschaft. Anschließend kehrte sie nach Japan zurück und war eine Saison bei JT Marvelous in Nishinomiya aktiv. In der Saison 2012/13 spielte Hashimoto mit VBC Voléro Zürich in der Champions League. Außerdem gewann sie mit dem Schweizer Verein das Double aus Meisterschaft und Pokal. Mit der japanischen Nationalmannschaft nahm sie am Volleyball World Grand Prix 2013 teil. Nach einem weiteren Jahr bei JT Marvelous wechselte sie 2014 zum rumänischen Verein CS Volei Alba-Blaj. 2015 war Hashimoto außerdem noch kurz bei Bangkok Glass aktiv. In der Saison 2015/16 wurde sie mit Hitachi Rivale, dem Verein aus Hitachinaka, japanische Vizemeisterin. Anschließend wechselte sie zum deutschen Bundesligisten Rote Raben Vilsbiburg.